# Tamanhos
Tamanhos é uma povoação portuguesa sede da Freguesia de Tamanhos do Município de Trancoso, freguesia com 8,35 km² de área e 175 habitantes (censo de 2021), tendo, por isso, uma densidade populacional de 21 hab./km².

## Demografia
Nota: Nos anos de 1890 a 1900 tinha anexado a freguesia de Falachos. Nos censos de 1911 a 1930 estava anexada a Falachos e Vale do Mouro. Pelo decreto lei nº 27.424, de 31/12/1936, as freguesias de Falachos e Vale de Mouro passaram a fazer parte integrante desta freguesia.
A população registada nos censos foi:
| Distribuição da População por Grupos Etários | Distribuição da População por Grupos Etários | Distribuição da População por Grupos Etários | Distribuição da População por Grupos Etários | Distribuição da População por Grupos Etários |
| -------------------------------------------- | -------------------------------------------- | -------------------------------------------- | -------------------------------------------- | -------------------------------------------- |
| Ano                                          | 0-14 Anos                                    | 15-24 Anos                                   | 25-64 Anos                                   | > 65 Anos                                    |
| 2001                                         | 46                                           | 36                                           | 142                                          | 99                                           |
| 2011                                         | 17                                           | 27                                           | 118                                          | 88                                           |
| 2021                                         | 11                                           | 14                                           | 76                                           | 74                                           |

## Património
- Igreja Matriz de Tamanhos
- Capela de Falachos
- Capela de Vale de Mouro
- Capela de São Pedro